# Mausoleo de Honorio

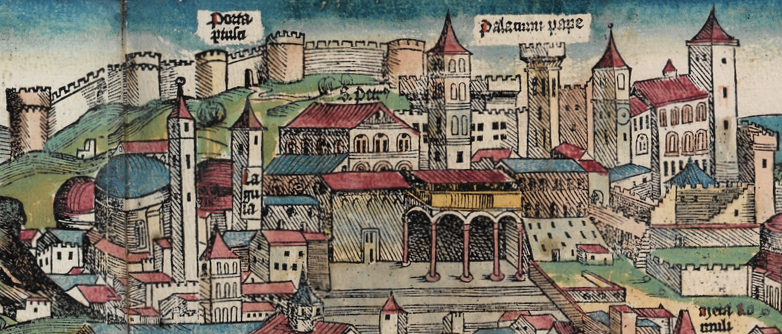
Colina Vaticana y la antigua basílica de San Pedro, en Roma. Ilustración de las Crónicas de Núremberg (1490). La gran estructura abovedada con ventanas a la izquierda representa el Mausoleo de Honorio.

El Mausoleo de Honorio fue un mausoleo circular de la Antigüedad tardía y lugar de sepultura del emperador romano Honorio y otros miembros de la familia imperial del siglo V. Construido para los Augusto del Imperio romano de Occidente junto a la antigua basílica de San Pedro en Roma, el Mausoleo de Honorio fue el último mausoleo imperial romano construido.
En el siglo VIII el mausoleo se convirtió en la Capilla de Santa Petronila, dedicada a Santa Petronila, la supuesta hija de San Pedro. Sus reliquias fueron trasladadas al mausoleo en 757 por orden de Pipino el Breve, rey de los francos. Su asociación con el Reino de Francia medieval continuó hasta el Renacimiento, y era conocida en italiano como Capella dei Re Franchi ("Capilla de los reyes franceses") o Capella de' Franchi ("Capilla de los franceses"). El mausoleo fue demolido a finales de noviembre de 1519, durante la construcción de la actual Basílica de San Pedro.

## Historia

### Construcción
La emperatriz María, esposa de Honorio, murió antes del año 408, pero el edificio puede no haber estado terminado en ese momento; su construcción pudo haber comenzado en cualquier momento entre alrededor del 400 y el 415. La misma muerte temprana de María pudo haber impulsado la construcción del mausoleo. El edificio fue construido junto a la Sala Redonda, otra estructura redonda en la Colina Vaticana a la que el Mausoleo de Honorio se asimilaba en tamaño y planta. La Sala Redonda parece haber sido construida sobre la "spina" (barrera central) del Circo de Nerón, un circo romano del siglo I d. C. cuya "spina" también fue el sitio del Obelisco Vaticano. Alineado con el obelisco y la Sala Redonda, se ha sugerido que el Mausoleo, de hecho, fue anterior a la dinastía Teodosiana de Honorio y fue contemporáneo de la Sala Redonda, construida bajo la dinastía Severa en el siglo III. Sin embargo, la conexión entre el Mausoleo de Honorio y la "Basílica Constantiniana" (la antigua basílica de San Pedro) en el crucero sur de esta última indica que el primero fue construido después de la basílica.
El Mausoleo de Honorio y la Basílica de San Pedro de Constantino I tenían el mismo nivel de piso, mientras que el nivel del piso de la Sala Redonda era mucho más bajo, aunque se supone que los cimientos de cada uno están a un nivel similar. Como resultado, el mausoleo probablemente incluía un espacio significativo entre los cimientos y el piso interior. Bajo el arco de cada uno de los siete nichos del mausoleo, existía una cámara abovedada de ladrillo (sacelio) a unos 2 metros debajo del piso, dentro de la cual se habrían colocado los sarcófagos. Esta disposición tiene paralelismos con el podio de las tumbas del emperador Galerio y su madre Rómula en Romuliana. Sin embargo, es posible que las cámaras de ladrillo no formaran parte del plan original y que los sarcófagos imperiales se abovedaran con un piso más alto posteriormente. Quizás esto fuera para protegerlos de daños o formara parte de la conversión del mausoleo en la Capilla de Santa Petronila en el siglo VIII.

### Entierros
El primer entierro dentro del mausoleo fue el de la augusta María, hija de Estilicón y primera esposa de Honorio. El primer emperador de la dinastía teodosiana enterrado allí fue el propio Honorio, enterrado en el año 424. La segunda esposa de Honorio, Termancia, muy probablemente también fue enterrada allí; a pesar de que Honorio la repudió poco después de casarse, Termancia siguió siendo miembro de la familia imperial por matrimonio y por nacimiento, y según Zósimo vivió en Roma después de su divorcio del emperador. Teodosio, el primer hijo de la augusta Gala Placidia con su primer marido Ataúlfo, rey de los visigodos, también fue enterrado allí en el año 450, según los registros de Próspero de Aquitania. Su hijo Valentiniano III, de su segundo matrimonio con Constancio III, probablemente fue enterrado en el mismo mausoleo, pero esta información no se registra explícitamente.
La hermana de Honorio, Gala Placidia, su esposo el augusto Constancio III, y sus hijos Teodosio y Valentiniano III probablemente fueron enterrados allí.
Posteriormente, fue la probable tumba de los augustos occidentales Libio Severo y Olibrio.
Los sarcófagos estaban enterrados bajo el suelo del mausoleo, debajo de los nichos de los muros.
Al igual que el Mausoleo de Constantino, vinculado a la Iglesia de los Santos Apóstoles en Constantinopla, el Mausoleo de Honorio era un símbolo del elevado estatus de los emperadores, ya que sus mausoleos imperiales simbolizaban la deificación de los emperadores romanos (llamados en latín divi, los "dioses"). Los mausoleos imperiales durante la Antigüedad tardía probablemente se usaban a la manera de un heroon, para comidas conmemorativas en honor a los difuntos, como centro de un culto familiar que incluía sacrificios a los muertos y durante las fiestas parentales, el festival romano de los muertos celebrado en febrero. Estas fiestas generalmente estaban separadas de la conmemoración pública de figuras imperiales divinizadas; estas solían estar asociadas con el cumpleaños oficial del homenajeado (en latin: dies natalis) y sus templos públicos.
El hermano de Honorio, Arcadio, llamado augusto en el este, fue enterrado en la "Stoa Sur" de la Iglesia de los Santos Apóstoles. En el siglo IV, otro par de hermanos, los "augusti", los emperadores Valente y Valentiniano I, habían gobernado las provincias oriental y occidental del imperio, respectivamente. Cuando murió Valentiniano, Valente dispuso que su hermano fuera enterrado en el mausoleo de Constantino. Parece que nunca se contempló tal plan para los restos de Honorio.

### Capilla
El edificio era recordado como un mausoleo ya en el siglo VIII. La estructura se menciona dos veces como tal en el Liber pontificalis, en las biografías primero del papa Esteban II (r. 752–757) y luego de su sucesor, el papa Paulo I (r. 757–767). El conocimiento de su identidad como lugar de enterramientos imperiales no está definitivamente atestiguado y parece que la identidad de sus ocupantes había sido olvidada y los enterramientos ocultados. En 757, Paulo I ordenó el traslado de las reliquias de Santa Petronila al mausoleo de Honorio. Su predecesor, Esteban, II, según el Liber, convirtió la estructura adyacente a la capilla de San Andrés en una capilla dedicada a Santa Petronila y se comprometió con el rey de los francos, Pipino el Breve, a trasladar sus reliquias al edificio.

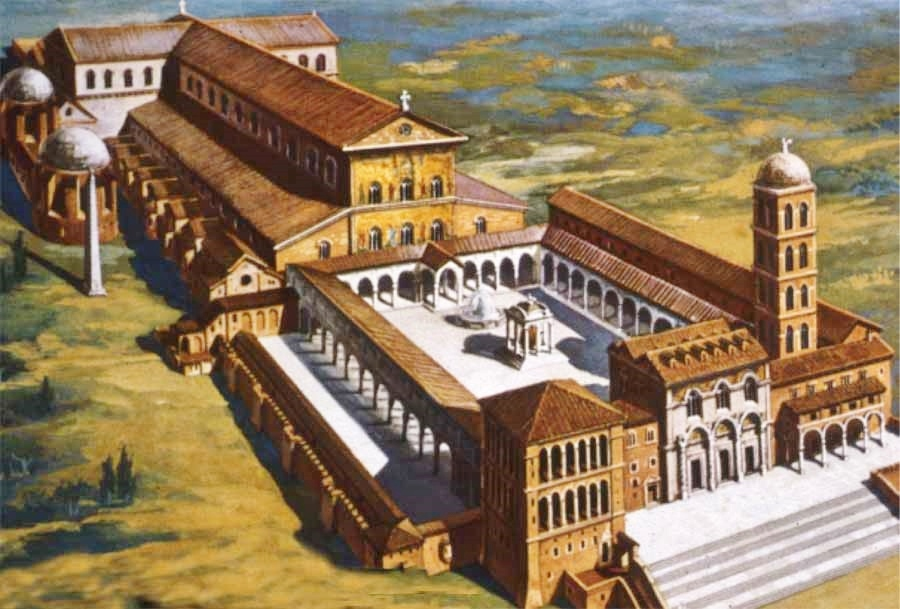
Reconstrucción de la antigua basílica de San Pedro. El Mausoleo de Honorio es la estructura abovedada situada en el extremo superior izquierdo, detrás de la rotonda de San Andrés y el Obelisco Vaticano.

### Demolición
Para la construcción de la Basílica de San Pedro en el siglo XVI, el edificio constantiniano del siglo IV fue demolido gradualmente, junto con todas sus capillas, por orden del papa Julio II. El Mausoleo de Honorio (Santa Petronila) y la Sala Redonda fueron demolidos para dar paso a la planta mucho más amplia de la basílica renacentista. El propio Mausoleo de Honorio fue destruido a finales de noviembre de 1519, durante el papado de León X. El edificio nunca ha sido objeto de excavaciones arqueológicas, aunque es posible que se conserven partes del mismo bajo el crucero sur de la Basílica de San Pedro.

## Arquitectura
El mausoleo era una rotonda con una cúpula hemisférica. Según Giacomo Grimaldi, fue construido con ladrillo romano. El mausoleo conectaba con la basílica construida sobre la tumba de San Pedro por Constantino I. El transepto sur de la basílica daba a un vestíbulo desde el que se accedía a la rotonda.
La planta del edificio se conoce gracias a un dibujo del códice del siglo XVI conocido como el Anonimo Fiorentino, de la Biblioteca Nacional Central de Florencia, que también muestra la Sala Redonda contigua. El plano sugiere que el Mausoleo era extremadamente similar a la Sala Redonda, aunque el artista renacentista podría haber "regularizado" el diseño. Una imagen "total" del exterior del edificio aparece en una ilustración de las Crónicas de Núremberg, de 1490, que muestra contrafuertes exteriores para el tambor, que a su vez tenía grandes ventanales. Se registra que las ventanas fueron reparadas en 1463, junto con el techo.

## Exhumaciones
La Crónica de Niccola della Tuccia registra que en junio de 1458, mientras se cavaba una tumba en la capilla de Santa Petronila, se descubrió un sarcófago "de mármol muy bello". Dentro había dos ataúdes de madera de ciprés, "uno grande y otro pequeño". Cada ataúd estaba bañado en plata y los restos en su interior estaban cubiertos con tejido de oro. Della Tuccia informa que la plata tenía una finura de 11 quilates y pesaba 832 libras contemporáneas (377 kg), mientras que la tela de oro pesaba 16 libras (7 kg). Aparte de "una cruz inscrita", no se descubrieron rasgos identificatorios. Sin embargo, el cronista escribió que «se dice que eran los cuerpos de Constantino I y uno de sus hijos pequeños». Dado que el entierro parece haber sido de un adulto y un niño, y dado que solo se sabe que un niño fue enterrado en el Mausoleo de Honorio, es posible que este sarcófago contuviera los ataúdes de Gala Placidia, hermana de Honorio, y su hijo Teodosio «III». Este niño, el primogénito de Placidia de su primer matrimonio con Ataúlfo, murió joven y fue enterrado inicialmente en una iglesia de Barcelona en un ataúd de plata (según Olimpiodoro de Tebas) antes de ser enterrado definitivamente en el Mausoleo de Honorio.
El diario de Marcantonio Michiel contiene un informe sobre otra exhumación durante la demolición del mausoleo a finales de noviembre de 1519. Mientras se preparaban los cimientos de los pilares de la nueva Basílica de San Pedro, "se encontraron algunos sarcófagos antiguos" dentro de uno de los cuales "se encontró una tela de oro envuelta alrededor de algunos huesos, que se cree que son de un príncipe cristiano". Este sarcófago, que según Michiel no tenía inscripción, contenía joyas que incluían "un pequeño collar (quizás un torques), una corona y una pequeña cruz". Según Michiel, se estimó que los objetos tenían un valor de 3000 ducados. El 23 de diciembre de ese año, el diario de Michiel registra que el oro de la tela de oro ascendía a ocho libras; además, el oro de la corona y la pequeña cruz se convirtieron en un nuevo relicario para la cabeza de Santa Petronila. Los mismos eventos se mencionan en una carta de Pandolfo Pico a Isabel de Este, fechada el 26 de noviembre de 1519. No se conocen más detalles sobre los otros sarcófagos encontrados en ese momento, y tampoco se sabe si eran tumbas imperiales romanas o entierros medievales posteriores.
La exhumación mejor atestiguada y más significativa tuvo lugar el 3 de febrero de 1544.